# Sentencia de muerte con suspensión
Una sentencia de muerte con suspensión (en chino tradicional, 死刑緩期執行; en chino simplificado, 死刑缓期执行; pinyin, sǐxíng huǎnqī zhíxíng, abbr.: en chino tradicional, 死緩; en chino simplificado, 死缓; pinyin, Sǐhuǎn) es un castigo penal contemplado en la ley de la República Popular China. De acuerdo con el capítulo 5 de la ley penal (pena de muerte), artículos 48, 50 y 51, otorga al condenado a muerte dos años de suspenso previos a la ejecución. La persona condenada será ejecutada si se determina que comete intencionalmente más delitos durante los dos años siguientes a la sentencia; de lo contrario, la pena es reducida automáticamente a cadena perpetua o, si se determina que la persona ha realizado actos de mérito durante los dos años, a prisión durante un tiempo determinado.
A diferencia del indulto (clemencia), en el cual la liberación de la pena se decide después de pronunciada la sentencia de muerte, la suspensión se pronuncia directamente en la sentencia al prisionero que cometió el crimen potencialmente capital.
Las cortes chinas dictan este tipo de sentencia con la misma frecuencia, o incluso mayor, que las sentencias de muerte sin suspensión. Esta sentencia única se utiliza para enfatizar en la gravedad del delito y la piedad de la corte,y tiene una historia de siglos en la jurisprudencia china.
Después de La Enmienda (IX) a la Ley Penal de la República Popular China en 2015, las cortes pueden actuar de acuerdo con las circunstancias para los criminales acusados de soborno o 'saqueo del tesoro público', emitiendo una sentencia sin conmutación o libertad condicional cuando la sentencia se reduzca automáticamente a cadena perpetua (como en el caso de Bai Enpei). Esto significa que cuando una sentencia de muerte bajo suspenso por dos años expira, una sentencia de 'muerte con suspensión sin conmutación o libertad condicional' se reducirá automáticamente a cadena perpetua, independientemente de cualquier acto de mérito realizado durante los dos años, y el condenado pasará el resto de su vida en la cárcel, sin posibilidad de una reducción a prisión por tiempo determinado o libertad condicional.